# Vladímir Barmin
Vladimir Pavlovich Barmin (Moscú, 17 de marzo de 1909 — Moscú, 17 de julio de 1993), en ruso (Бармин Владимир Павлович) fue un ingeniero aeroespacial soviético, conocido por la creación de las rampas de lanzamiento de tipo tulipán.
Se graduó en la Universidad Técnica Estatal Bauman de Moscú en 1935. Durante la Segunda Guerra Mundial trabajó en el diseño de los famoso misil katyusha.
Posteriormente  dirigió su propia oficina de diseño  KBOM encargada del diseño  de las rampas de lanzamiento en el Cosmódromo de Kapustin Yar, así como muchos silos de misiles nucleares como el UR-100.
También fue responsable de la construcción en muchas de rampas del  cosmódromo de  baikonur incluidas la  rampa gagarin, las rampas para el  cohete N1 y el  transbordador buran.
También trabajo en el diseño de un complejo lunar de 9 módulos apodado Barmingrad.
Fue nombrado miembro de la Academia de Ciencias de Rusia en 1966